# NA-2152
La NA-2152 es una carretera española ubicada en la Comunidad Foral de Navarra.
Administrada por el Gobierno de Navarra, pertenece a la red de carreteras de Navarra, en la categoría de carretera local.
La vía, denominada «Nardués-Andurra», tiene su origen, según la «Ley Foral 5/2007, de 23 de marzo, de Carreteras de Navarra», en el punto kilométrico 3,30 de la NA-2100 y su término en la localidad de Nardués-Andurra (municipio de Urraúl Bajo), con una longitud de 1,55 km.